# Катастрофа C-117D над Соульхеймасандуром
Катастрофа Douglas C-117D над Соульхеймасандуром — авіаційна катастрофа літака Douglas C-117D над льодовиком Соульхеймасандур в Ісландії 21 листопада 1973 року. Уламки фюзеляжу літака лишаються відносно недоторканими, що зробило їх туристичною принадою.

## Літак
Літак з бортовим номером 17171 був військовою модифікацією DC-3. Випущений 1944 року як Douglas R4D-5 (серійний номер 12554), у листопаді 1951 був перероблений у Douglas R4D-8 (серійний номер 43309), а 18 вересня 1962 року модель отримала тризначну кодифікацію C-117D. Відрізнявся від DC-3 більшою на 99 см довжиною фюзеляжу, потужнішими двигунами. Внаслідок зміщення центру мас, модель отримала модифіковане крило та хвостове оперення.

## Катастрофа
Літак повертася на базу у Кеплавіку (Ісландія) з Гебна (Ісландія) після доставки обладнання на радіостанцію США у Стокснесі на схід від Гебна. На борту повітрянного судна знаходилося 7 чоловік на чолі з капітаном Джеймсом Вікке та другим пілотом — 26-річним Ґреґорі Флетчером, який мав усього 21 годину нальоту та все ще проходив навчання на літаку даного типу.
21 листопала 1973 року літак потрапив у шторм, температура повітря понизилася до -10 °C, був густий туман, сильний вітер та мокрий сніг.
Ситуацію погіршували проблеми з двигунами. Є декілька версій причин цих проблем:
- За однією з версій, причиною стали різкі пориви вітру, суворі погодні умови та турбулентність. Коли вітер здійнявся до швидкості 96 км/год, карбюратор почав захоплювати лід, що призвело до зупинки двигунів[2]
- За іншою версією, причиною зупинки двигунів стало припинення подачі пального внаслідок випадкового перемикання тумблера на хибні баки пілотами.[3]

Після раптової відмови двигунів та втрати висоти капітан вирішив передати сигнал лиха та передав управління другому пілоту. Літак прямував у сторону гір, і Флетчер вирішив спрямувати машину до берега, оцінивши ймовірність виживання екіпажу при приводненні вище, ніж при зіткненні з горами. Коли літак опинився нижче щільних хмар, стало видно, що знизу знаходиться замерзлий пляж. Так вони сіли на льодовик над рікою, а зупинити машину вдалося лише за 6 метрів від берегової лінії. Лід проламався, але літак не потонув. Усі члени екіпажу лишилися неушкодженими.

## Рятувальна операція
Екіпаж поквапився покинути літак, так як баки з пальним виявилися ушкодженими. З собою взяли лише аптечку та стару переносну радіостанцію. Сигнал лиха, надісланий капітаном, був прийнятий Lockheed C-130 «Геркулес», який прямував з Європи до Кеплавіка. «Геркулес» передав сигнал на базу, і за лічені години була організована рятувальна операція. З бази у Кеплавіку були надіслані 3 реактивні літаки Фантом та 2 вертольоти, які забрали потерпілих.
Флетчер отримав медаль за вдале приземлення та порятунок екіпажу. ВМС США оголосили про катастрофу 24 листопада, хоча за свідченнями очевидців та згідно статті у місцевій газеті, катастрофа сталася 21 листопада 1973.

## Сучасний стан
Відновлення літака було визнано недоцільним. Лише через рік до рівнини, на якій знаходився льодовик з місцем катастрофи, був прокладений міст через ріку та протягнута дорога. До цього вона була практично недосяжною. ВМС США зняли з літака усе, що мало хоч якусь цінність, покинувши корпус. Місцевий фермер, якому належала рівнина, використовував його як тимчасовий склад. Місцеві мисливці використовували його як мішень для відточення навичків стрільби, зрешетивши корпус дірками від куль.
Зараз уламки літака є популярною туристичною принадою. Раніше можна було під'їхати на машині по пляжу прямо до літака, але зараз дорога закрита і машину потрібно залишати на парковці прямо біля траси. Господар землі закрив доступ через недбалих туристів, які їздили по пляжу на позашляховиках і розривали землю. Це означає, що можливість дістатися літака автомобілем по пляжу відсутня. Єдиний спосіб потрапити туди зараз — пішки. Близько 4 км і 40-45 хвилин в одну сторону.
16 січня 2020 року поблизу літака було знайдено тіла молодої пари громадян Китаю. Чоловік був 1997 року народження, жінка — 1999 року. Огляд тіл показав відсутність слідів кримінальних дій стосовно загиблих та дозволив висунути гіпотезу гіпотермії, як найімовірнішої причини трагедії

## Галерея
|  |  |  |  |  |

## У популярній культурі
- Уламки літака з'явилися у музичному відео на пісню «Fjara» построк/постметал гурту Sólstafir;
- У музичному відео на сингл «I'll Show You» Джастіна Бібера;
- На обкладинці альбому Hijrah Джорджа Хірша, виданого під псевдонімом Harm Wülf 2016 року[7].